# Havasi József (szerzetes)
Havasi József (Rákosszentmihály, 1929. március 14. – Budapest, 2019. június 5.) szalézi atya, SDB tartományfőnök (1991–2008).

## Életútja

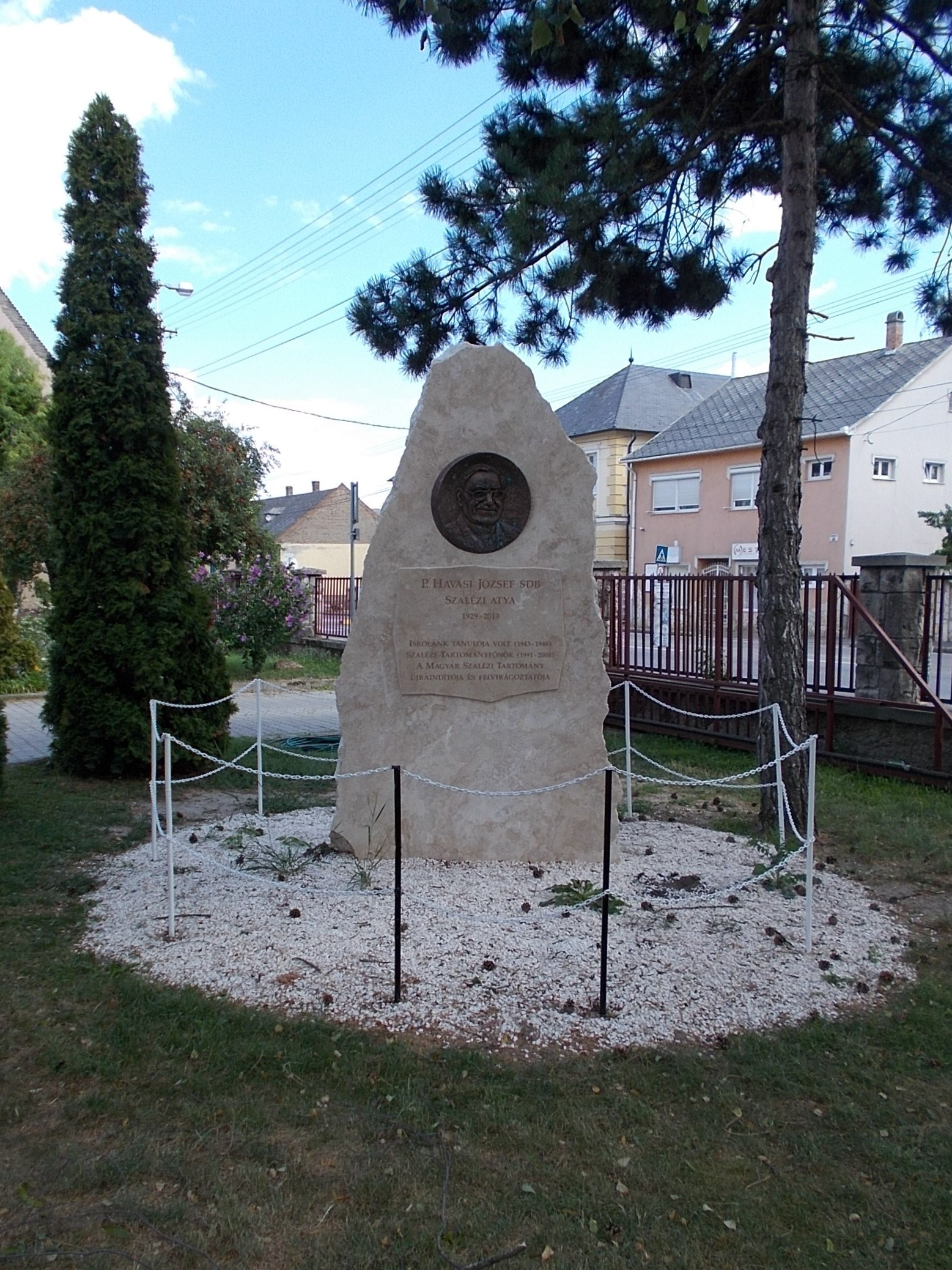
Emlékműve a Don Bosco Zafféry Károly Szalézi Középiskola udvarán (Nyergesújfalu)

Havasi József 1929. március 14-én született egy rákosszentmihályi hatgyermekes családban. Mindig pap szeretett volna lenni, de a szüleinek nem volt pénze a taníttatására, ezért szerzetesrendeknél érdeklődött. Mint cserkész találkozott először a szaléziakkal, később bekerült a Clarisseumba, 1943-ban lett jelölt, de mivel polgáriba járt, Nyergesújfalura küldték, ahol felkészült a különbözeti vizsgára, majd 1946-ban megkezdte Mezőnyárádon a noviciátust. Első szerzetesi fogadalmát 1947. augusztus 16-án tette le, örökfogadalmát pedig 1951. december 8-án, titokban, zárt ajtók mögött a Clarisseumban. A tanúk közül az egyik Boldog Sándor István volt.
A szerzetesrendek működésének betiltása, vagyis 1950 után még két évig tanulhatott a váci szemináriumban, de onnan is eltávolították. Dolgoznia kellett. Előbb a metró építésénél talált munkát, majd négy évig gyári munkás volt. Közben diplomát szerzett magyar szakon az akkori tanárképző főiskolán.
Végül 1956-ban sikerült külföldre távoznia. Olaszországban fejezte be a tanulmányait, Montortonéban, Pádua mellett. 1960. február 11-én szentelték pappá Torinóban.
Szentelése után visszakerült Páduába, majd az elöljárók egy közeli városba, Estébe küldték, az ottani líceumba. Mivel semmi remény nem volt, hogy haza kerülhet, jelentkezett misszióba a Fülöp-szigetekre, de az akkori egyetemes katekista, a magyar Antal János meggyőzte, hogy maradnia kell. Magyarországhoz közel, Bécsbe küldték, ahol harminc éven át, egészen a hazatéréséig egy nagy középiskolai kollégiumban dolgozott, amely később főiskolai kollégiummá alakult.
A 70-es évek közepén Bécsben fölvette a kapcsolatot az odalátogató magyar szaléziakkal, majd később, amikor már maga is hazajöhetett, végiglátogatta őket, segítette, ahogy csak tudta, vallásos könyveket, szalézi műveket, lapokat, újságokat juttatott nekik.
1990-ben Don Egidio Viganò rendfőnök, Don Bosco hetedik utóda visszaküldte Magyarországra. 1991. január 31-én vette át a tartomány vezetését. A Magyar Szalézi Tartomány újraindulása, újraszervezése és ismételt felvirágoztatása az ő nevéhez fűződik.
A tartományfőnöki feladatokat tizennyolc évig látta el, ami ritkaságnak számít. Az egész szalézi világ ismerte. 2008. november 8-án adta át a vezetést utódának.
2013-ban Áder János köztársasági elnök A Magyar Érdemrend lovagkeresztjét adományozta Havasi József szalézi atyának a szalézi rend újraindításáért Magyarországon és a Magyar Szalézi Tartomány újjáépítéséért végzett munkája elismeréseként.
Soha nem mulasztotta el hangoztatni, hogy papi élete minden napjára szívesen emlékezik vissza. Mindig dolgozott, soha nem volt ideje unatkozni, az újpest-megyeri közösség aktív tagjaként élete végéig részt vállalt a tartomány munkájában.
Temetésére Péliföldszentkereszten 2019. június 17-én, került sor.

## Művei
- Józsikám, újra kezdjük! Hét évtized szalézi történelem Havasi József atya szemszögéből; riporter Szerdahelyi Csongor; Don Bosco, Bp., 2014

## Elismerései, emlékezete
- A Magyar Érdemrend lovagkeresztje, polgári tagozat (2013)
- Kazincbarcika Város Díszpolgára, posztumusz (2019)[2]
- Emlékmű: Zafféry Károly Szalézi Középiskola, Nyergasújfalu (2020.02.01.), Győrfi Ádám szobrászművész alkotása[3]